# Шкала Фитцпатрика

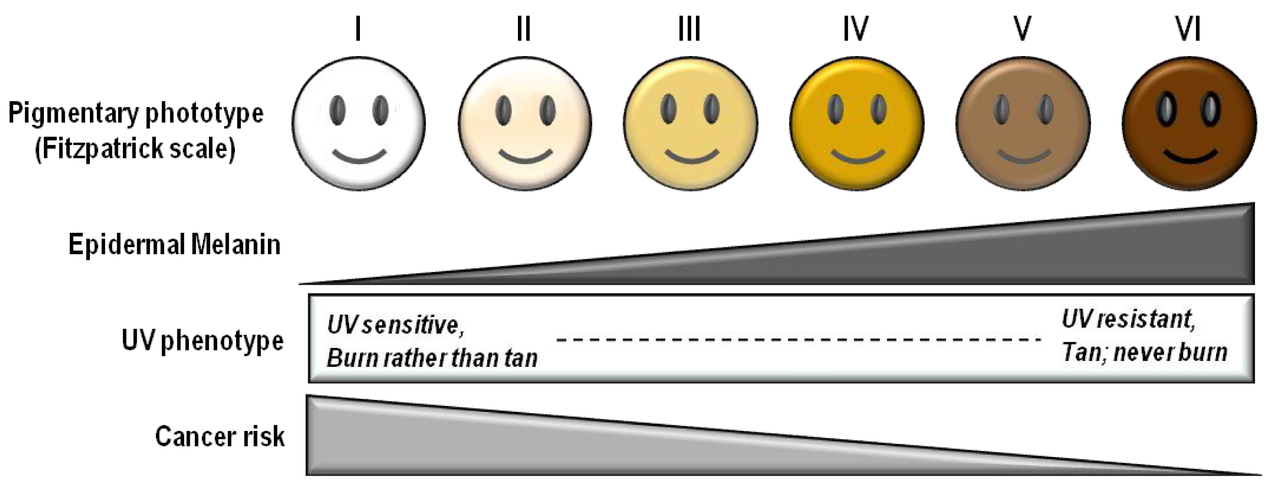
Шкала Фитцпатрика и риск возникновения злокачественных заболеваний кожи (меланомы, рак кожи).

Шкала́ Фитцпа́трика или шкала́ фототи́пов ко́жи Фитцпа́трика, также тест Фитцпа́трика — числовая шкала, основанная на классификации цвета кожи человека.
Шкала была разработана в 1975 году американским дерматологом Томасом Фитцпатриком как способ оценки реакции различных типов кожи к воздействию на неё ультрафиолетовым излучением. Первоначально она была разработана на основе цвета кожи и глаз, но оказалась неверной и была изменена на основе сообщений пациентов о том, как их кожа реагирует на солнце. Впоследствии шкала была распространена на более широкий диапазон типов кожи. Шкала Фитцпатрика остаётся признанным инструментом для дерматологических исследований пигментации кожи человека.

## Классификация фототипов кожи по Фитцпатрику
- I фототип — кельтский. Люди этого фототипа имеют самый светлый оттенок кожи, часто с веснушками, цвет волос — рыжий или светлый блонд, глаза голубые. Они практически никогда не загорают (их кожа не принимает загар), риск возникновения солнечных ожогов очень велик.
- II фототип — нордический. Кожа этого типа характеризуется светлым оттенком и высокой чувствительностью к УФ-излучению. Риск обгорания велик, но нордический фототип кожи незначительно, но принимает загар. Глаза голубые, зелёные или серые, волосы: блонд и каштановые.
- III фототип — тёмный европейский. Фототип, характеризующийся немного смуглым оттенком и минимальным обгоранием на солнце. Кожа хорошо поддается загару. Глаза от серого до светло-карего, волосы тёмно-русые и каштановые.
- IV фототип — средиземноморский. Смуглая, оливковая кожа. Почти не обгорают на солнце. Загар на кожу ложится всегда хорошо. Глаза тёмные, волосы тёмно-каштановые.
- V фототип — индонезийский. Коричневый оттенок кожи, очень смуглая. Люди с этим фототипом кожи не обгорают на солнце. Загар характеризуется тёмным оттенком. Волосы и глаза тёмные.
- VI фототип — африканский. Люди этого фототипа имеют наиболее тёмный оттенок кожи. Загар лишь делает кожу ещё темнее, не обогорают. Глаза и волосы чёрные.

От фототипа зависит количество времени, которое человек может проводить на открытом солнце без риска получения солнечного ожога. В таблице ниже указано усредненное количество этого времени.
| Фототип | Безопасное время на неактивном солнце, мин | Безопасное время на активном солнце (для стран с индексом 10 UVI), мин |
| ------- | ------------------------------------------ | ---------------------------------------------------------------------- |
| I       | 67                                         | 5-7                                                                    |
| II      | 100                                        | 10                                                                     |
| III     | 200                                        | 20                                                                     |
| IV      | 300                                        | 30                                                                     |
| V       | 400                                        | 40                                                                     |
| VI      | 500                                        | 50                                                                     |